# Grupa-Osiedle
Grupa-Osiedle – nieoficjalna nazwa części osady Grupa w Polsce na Kociewiu położone w województwie kujawsko-pomorskim, w powiecie świeckim, w gminie Dragacz.
Jest to osiedle wojskowe przy drodze wojewódzkiej nr 272. Na terenie osiedla znajduje się jednostka Wojska Polskiego. Osiedle leży na trasie linii kolejowej Grudziądz – Laskowice Pomorskie.
Mieści się tu Centrum Szkolenia Logistyki i obóz ćwiczeń (poligon) Wojska Polskiego. W latach 1939–1945 w okolicy Grupy – wieś Mniszek – Niemcy w bestialski sposób zamordowali ok. 10 000 kobiet, mężczyzn i dzieci.
W latach 1975–1998 miejscowość administracyjnie należała do województwa bydgoskiego.